# Dashu (köpinghuvudort i Kina, Jiangsu Sheng, lat 31,84, long 119,69)
Dashu (kinesiska: 导墅, 导墅镇) är en köpinghuvudort i Kina. Den ligger i provinsen Jiangsu, i den östra delen av landet, omkring 87 kilometer öster om provinshuvudstaden Nanjing. Antalet invånare är 49 005. Befolkningen består av 24 396 kvinnor och 24 609 män. Barn under 15 år utgör 9,0 %, vuxna 15-64 år 76 %, och äldre över 65 år 13,0 %.
Runt Dashu är det tätbefolkat, med 982 invånare per kvadratkilometer. Närmaste större samhälle är Zouqu, 15,2 km öster om Dashu. Trakten runt Dashu består till största delen av jordbruksmark.
Genomsnittlig årsnederbörd är 1 525 millimeter. Den regnigaste månaden är juli, med i genomsnitt 289 mm nederbörd, och den torraste är januari, med 43 mm nederbörd.